# 最高元首加冕礼
马来西亚最高元首加冕礼（爪夷文:ڤرطبلن سري ڤدوك بڬيندا يڠ دڤرتوان اڬوڠ‎），也被称为最高元首登基大典，是标志着马来西亚最高元首作为马来西亚联邦国家元首任期正式开始的仪式。
自1957年以来，加冕礼就一直是马来西亚历史的一部分，迄今已举行16次。在旧国家皇宫举行的最后一场加冕礼是在2007年，2012年开始在现今的国家皇宫举行加冕礼。最近一场为第十七任最高元首苏丹依布拉欣·依斯迈和最高元首后拉惹查丽苏菲亚的加冕礼，于2024年7月20日举行。

## 加冕礼
最高元首及其配偶最高元首后的加冕礼一般在统治者会议选出最高元首数月后举行。加冕礼严格上只是一场仪式，因为最高元首在上届任期届满后立即就职，如果出现空缺，则在选举后立即就职。最高元首就任当天会举行简单的就职仪式，由最高元首宣誓就任。
自2012年起，位于吉隆坡端姑阿都哈林路的国家皇宫是加冕仪式的举办地，马来西亚电视网络则在全国范围内同步直播整个过程。2012年前则是在吉隆坡皇宫路的旧国家皇宫举行。
2017年4月24日第十五任最高元首苏丹莫哈末五世的加冕礼是马来西亚史上唯一没有最高元首后参与的加冕礼，因为他没有册封苏丹后。

## 进程

### 皇家游行
由马来西亚皇家警察和皇家装甲部队机动护卫中队成员组成的皇家游行队伍穿过吉隆坡街道，前往坐落于端姑阿都哈林路的国家皇宫。途中，来自各个阶层的马来西亚人沿着游行路线排列，向最高元首伉俪致敬，并在游行队伍经过时高呼“Daulat Tuanku！”（吾王万岁！）。
随着即将加冕的最高元首伉俪抵达皇宫，仪式正式开始。当他们到达入口处时，马来西亚首相、副首相、内阁部长、武装部队的军官们和其他政要在门口迎接他们。皇家马来军团第一营与中央乐队一起准备抵达致敬。

### 抵达致敬
最高元首一抵达，仪仗队就会向陛下敬礼，同时铜乐团奏起国歌《我的祖国》，最高元首和军团的旗帜都会在他们面前降下。皇家炮兵团鸣放21响礼炮致敬。
此后，仪仗指挥官（通常是少校）请示最高元首检阅仪仗队。得到允许后，军乐队开始演奏《服从号令》（Menjunjung Duli），最高元首和他的侍从官、仪仗指挥官、皇伞侍从一同检阅仪仗队，并向他们致敬。
仪式结束时，仪仗指挥官向最高元首报告仪式已完成，并在国歌再次奏响时，为部队行第二次皇家礼炮。然后，最高元首伉俪在皇家装甲兵团枪骑兵的再次致敬下进入国家皇宫，然后前往另一个房间会见各马来州属统治者、州元首和他们的配偶。

### 仪式前
随后，马来西亚皇家装甲兵礼仪中队的皇家枪骑兵排在御座室（Balairong Seri）入口处列队。王宫侍卫长（Datuk Paduka Maharaja Lela）和御杖武官、侍从官和皇室器具武官一起准备迎接最高元首到来。一同等待的还有王宫宫女（Dang Perwara）。
在御座室，马来统治者、州元首和摄政王，以及联邦和州政府官员、大使和高级专员、国会下议员和上议员、军队、警察、消防和其他制服部队军官，都穿着1号制服和佩戴勋章出席仪式。皇家乐团（Nobat）则准备演奏加冕礼的乐曲。

### 仪式开场
在得到进场信号后，最高元首伉俪步入御座室，皇家乐团吹奏《元首起驾》（Raja Berangkat），王宫侍卫长带领武官进场就位。随后，王宫侍卫长寻求陛下御准开始加冕仪式，得到后者允许后，加冕仪式正式开始。

### 呈上《可兰经》
随后，王宫侍卫长寻求陛下御准携带可兰经、马来剑、诏书和宣誓书进场。获得御准后，他走出大厅，然后带领以首席礼仪官（“Datuk Penghulu Istiadat”）为首的第二组武官进入大堂，皇家乐团演奏《服从号令》，武官们携带着放在金袍托盘上的可兰经、政府佩剑、加冕诏书和加冕誓言。
第二组武官随后就位，王宫侍卫长在获得最高元首御准后，呈上象征伊斯兰教官方宗教地位的可兰经，陛下亲吻可兰经后将之置放在元首御座前。这象征着最高元首作为伊斯兰教领袖的义务和责任。然后其他物品被放在单独的桌子上，然后武官们退出。

### 首相宣读加冕诏书
随后，首相宣布最高元首正式加冕，并宣读加冕诏书：
 奉至仁至慈的真主之名，谨向全体马来西亚人民宣布，（名字）殿下已由马来西亚统治者殿下们召开统治者会议正式选举，而今天，在这个吉祥而光荣的日子和时间，殿下将被任命为马来西亚国家的正式统治者，称号为马来西亚联邦（序号）最高元首陛下。
 
首相所宣读的诏书首先由首席礼仪官在得到最高元首的同意后交给他，并在宣读后归还给首席礼仪官。

### 呈上政府佩剑
宣读加冕诏书后，王宫侍卫长在得到最高元首御准后从首席礼仪官手上接过政府佩剑（Keris Panjang Diraja），并呈上佩剑。最高元首亲吻象征国家元首权力的马来剑后，置放在御座前。

### 最高元首宣誓
亲吻马来剑后，最高元首正式宣誓，来宾起立表示敬意。
 奉至仁至慈的真主之名:
我们，（名字），作为马来西亚最高元首，衷心感谢万能的、受祝福的真主，因为在祂的仁慈恩典下，我们才得以举行最高元首这一荣誉职位的这一选举。因此，我们应根据其法律和神圣宪法，公正和忠实地履行管理马来西亚国家的职责，应始终按照规定保护伊斯兰宗教，并应正当履行法律和秩序规则，促进我国的善政。 
皇家乐团随即吹奏《元首登基》（Raja Bertabal），接着王宫侍卫长带领全场高呼“吾王万岁”3次。国歌再次奏起，同时鸣放21响礼炮。
随后，来自马来西亚武装部队三个军种中的一支精选军乐队演奏国歌，并伴随着皇家炮兵团鸣响21响皇家礼炮，以向新登基的最高元首表示敬意。到那时，人群仍然起立，以向乐队演奏的国歌表示敬意。
乐曲结束后，礼仪官将加冕誓词放回到金盘上，众人也回到座位上。

### 首相发表贺词
奏完国歌后，众人回到座位上，王宫侍卫长寻求最高元首御准首相宣读贺词。得到御准后，首相从礼仪官接过准备好的发言稿开始发表贺词。首相在贺词中代表全体马来西亚人民毫无保留地效忠最高元首。

### 御座致辞
首相致辞后，最高元首在征得王宫侍卫长同意后，在御座室向全国发表首次御座致辞，概述了他作为马来西亚国家元首的任期愿景。致辞开始前，王宫侍卫长和礼仪官将文稿交给他，结束后又返还给后两人。

### 祈福仪式
最高元首发表御词后，王宫侍卫长向新上任的君主致敬。接着国家皇宫宗教官（Pegawai Agama Istana Negara）也表达了敬意后，寻求最高元首御准进行伊斯兰教祈福仪式。得到御准后，宗教官带领众人进行祈福仪式。随后，《可兰经》从御座上拿走，交还给王宫侍卫长，再交给礼仪官。

### 仪式结束
王宫侍卫长此时宣布礼成，皇家乐团奏起《元首摆驾》乐曲（Raja berangkat），陛下伉俪在侍卫长、王宫总管和武官的簇拥下离场。整个仪式正式结束。